# Rimsko-partske vojne
Rimsko-partske vojne (54 pr. n. št. – 224 n. št.) so bile niz konfliktov med Partskim cesarstvom ter Rimsko republiko in Rimskim cesarstvom. To je bil prvi niz konfliktov v 682 let trajajočih rimsko-perzijskih vojnah med leti 54 pr. n. št. – 628 n. št. (Rim je nasledil Bizanc, Parte pa Sasanidi).
Bitke med Partskim cesarstvom in Rimsko republiko so se začele leta 54 pr. n. št. Ta prvi vdor proti Partiji je bil odbit, zlasti v bitki pri Kari (53 pr. n. št.). Med rimsko državljansko vojno osvoboditeljev v 1. stoletju pr. n. št. so Parti aktivno podpirali Bruta in Kasija, vdrli v Sirijo in pridobili ozemlja v Levantu. Vendar pa je zaključek druge rimske državljanske vojne prinesel oživitev rimske moči v Zahodni Aziji.
Leta 113 n. št. je rimski cesar Trajan vzhodne osvojitve in poraz Partije postavil za strateško prioriteto, in uspešno zavzel partsko prestolnico Ktezifon, kjer je kot vazalnega vladarja postavil Partamaspata Partskega. Vendar pa so ga kasneje iz regije odbili upori. Hadrijan, Trajanov naslednik, je obrnil politiko svojega predhodnika, z namenom ponovne vzpostavitve Evfrata kot meje rimske kontrole. Vendar pa je v 2. stoletju ponovno izbruhnila vojna za Armenijo leta 161, ko je Vologaz IV. Partski tam porazil Rimljane. Rimski protinapad pod Statijem Priskom je porazil Parte v Armeniji in na armenski prestol postavil izbranega kandidata, invazija na Mezopotamijo pa je dosegla vrhunec z opustošenjem Ktezifona leta 165.
Leta 195 se je pod cesarjem Septimijem Severjem začela še ena rimska invazija na Mezopotamijo, ki je zasedel Selevkijo in Babilon, vendar ni mogel zavzeti Hatre. Partijo je naKtezifon. Pod Ardaširjem I. in njegovimi nasledniki so se perzijsko-rimski konflikti nadaljevali med Sasanidskim cesarstvom in Rimom.

## Partske zahodne ambicije
Po zmagi v selevkidsko-partskih vojnah in priključitvi velikih delov Selevkidskega cesarstva so Parti začeli iskati nova ozemlja za širitev na zahodu. Partske dejavnosti na Zahodu so se začele v času Mitridata I. Partskega; med njegovo vladavino so Arsakidi uspeli razširiti svojo oblast v Armenijo in Mezopotamijo. To je bil začetek "mednarodne vloge" Partskega cesarstva, faze, ki je vključevala tudi stike z Rimom. Mitridat II. Partski je vodil neuspešna pogajanja s Sulo za rimsko-partsko zavezništvo (ok. 105 pr. n. št.).
V istem času, ko so Parti začeli svoj vzpon, so ustanovili istoimenske veje na Kavkazu in sicer Arsakidsko dinastijo Armenije, Arsakidsko dinastijo Kavkaške Iberije in Arsakidsko dinastijo Kavkaške Albanije.
Po letu 90 pr. n. št. so partsko moč so zmanjšali dinastični fevdi, medtem ko je hkrati propadla rimska moč v Anatoliji. Rimsko-partski stik je bil ponovno vzpostavljen, ko je Lucullus leta 69 pr. n. št. napadel Južno Armenijo in premagal Tigrana Velikega, vendar spet ni bil sklenjen dokončen dogovor.

## Rimska republika proti Partiji
Ko je Pompej prevzel vodenje vojne na vzhodu, je ponovno odprl pogajanja s Fratom III. Partskim; dosegla sta dogovor in rimske-partske čete so leta 66/65 pr. n. št. napadle Armenijo, vendar je kmalu prišlo do spora glede meje Evfrata med Rimom in Partijo. Pompej je zavrnil priznanje naziva "Kralj kraljev" za Frata in ponudil arbitražo med Tigranom in partskim kraljem glede Korduene. Končno je Frat uveljavil svojo oblast nad Mezopotamijo, razen zahodnega okrožja Osroene, ki je postalo rimska odvisnost.

### Bitka pri Karei (53 pr. n. št.)
Leta 53 pr. n. št. je Kras vodil invazijo na Mezopotamijo s katastrofalnimi rezultati; v bitki pri Kari sta bila Kras in njegov sin Publij poražena in ubita s strani partske vojske pod generalom Sureno. Večina njegove vojske je bila bodisi ubita bodisi ujeta; od 42.000 mož jih je približno polovica umrla, četrtina se jih je vrnila v Sirijo, preostali pa so postali vojni ujetniki. Rim je bil ponižan s tem porazom, kar je bilo še slabše zaradi dejstva, da so Parti zajeli več legijskih orlov. Plutarh omenja tudi, da so Parti našli rimskega vojnega ujetnika, ki je najbolj spominjal na Krasa, ga oblekli v žensko in ga paradirali po Partiji, da bi ga vsi videli. To pa bi zlahka lahko bila rimska propaganda. |Orodes II. je z ostalo partsko vojsko premagal Armence in zavzel njihovo državo. Vendar pa je Surenova zmaga izzvala ljubosumje partskega kralja, ki je ukazal Surenovo usmrtitev. Po Surenovi smrti je Orodes II. sam prevzel poveljstvo nad partsko vojsko in vodil neuspešno vojaško kampanjo v Sirijo. Bitka pri Kari je bila ena prvih večjih bitk med Rimljani in Parti.
Naslednje leto so Parti sprožili napade na Sirijo, leta 51 pr. n. št. pa so izvedli veliko invazijo pod vodstvom prestolonaslednika Pakorja I. in generala Osacesa; oblegali so Kasija v Antiohiji in povzročili precejšen preplah v rimskih provincah v Aziji. Cicero, ki je bil za tisto leto izbran za guvernerja sosednje Kilikije, je z dvema legijama odkorakal, da bi prekinil obleganje. Pakor se je umaknil, vendar je bil v umiku napaden s strani Kasija blizu Antigoneje in Osaces je bil ubit.

### Cezarjevi načrti (45–44 pr. n. št.)
Glej tudi: Načrtovana invazija Julija Cezarja na Partsko cesarstvo
Med Cezarjevo državljansko vojno Parti niso ukrepali, vendar so ohranjali odnose s Pompejem. Po njegovem porazu in smrti je sila pod Pakorjem prišla na pomoč pompejskemu generalu Kvintu Ceciliju Basusu, ki je bil oblegan v dolini Apamejes strani cezarjevih sil. Ko je bila državljanska vojna končana, je Julij Cezar izdelal načrte za kampanjo proti Partiji, vendar je njegov atentat preprečil vojno. Med kasnejšo Osvoboditeljsko državljansko vojno so Partii aktivno podpirali Bruta in Kasija, poslali so kontingent, ki se je z njimi boril v bitki pri Filipih leta 42 pr. n. št.

### Pompejansko-Partska invazija (40–38 pr. n. št.)
Glej tudi: Pompejansko-Partska invazija (40–38 pr. n. št.)
Po tem porazu so Parti pod Pakorjem I. leta 40 pr. n. št. vdrli na rimsko ozemlje v povezavi z Kvintom Labienom, rimskim nekdanjim podpornikom Bruta in Kasija. Hitro so zavzeli Sirijo in premagali rimske sile v provinci; vsa obalna mesta, z izjemo Tira, so sprejela Parte. Pakor je nato napredoval v hasmonejsko Judejo, strmoglavil rimskega klienta Hirkana II. in na njegovo mesto postavil svojega nečaka Antigona (40–37 pr. n. št.). Za trenutek so Parti zavzeli ves rimski vzhod. Zaključek druge rimske državljanske vojne je kmalu prinesel oživitev rimske moči v zahodni Aziji.

### Antonijeva Atropatenska kampanja (36 pr. n. št.)
Glej tudi: Antonijeva Atropatenska kampanja (36 pr. n. št.)
Medtem je Mark Antonij že poslal Publij Ventidij Basa, da se upre Labienu, ki je vdrl v Anatolijo. Kmalu so rimske sile Labiena potisnile nazaj v Sirijo in čeprav so mu na pomoč priskočili njegovi partski zavezniki, je bil poražen, ujet in nato usmrčen. Po nadaljnjem porazu blizu Sirskih vrat so se Parti umaknili iz Sirije. Vrnil so se leta 38 pr. n. št., vendar so jih Ventidij odločilno premagal in Pakor I. je bil ubit. V Judeji je bil Antigon s pomočjo Rimljanov izgnan s strani Idumejca Heroda Velikega leta 37 pr. n. št.
Ko je bil rimski nadzor nad Sirijo in Judejo ponovno vzpostavljen, je Mark Antonij vodil ogromno vojsko v Kavkaško Albanijo (vzhodno od Armenije), vendar so bili njegovi oblegovalni vlaki in njihovo spremstvo izolirani in uničeni, medtem ko so njegovi armenski zavezniki dezertirali. Ker ni napredoval proti partskim položajem, so se Rimljani umaknili z velikimi žrtvami. Leta 33 pr. n. št. je bil Antonij ponovno v Armeniji, sklenil je zavezništvo z Atropatenskim kraljem proti Oktavijanu in Partom, vendar so ga druge skrbi prisilile k umiku in celotna regija je prešla pod partski nadzor.

## Rimsko cesarstvo proti Partiji

### Napetosti glede Armenije
Pod grožnjo bližajoče se vojne med obema silama sta Gaj Cezar (vnuk cesarja Oktavijana) in Fraatak V. leta 1 n. št. dosegla grob kompromis med obema silama. V skladu z dogovorom se je Partija zavezala, da bo umaknila svoje sile iz Armenije in priznala de facto rimski protektorat nad državo. Kljub temu se je rimsko-partska rivalstvo glede nadzora in vpliva v Armeniji nadaljevalo neprekinjeno še nekaj desetletij.
Odločitev partskega kralja Artabana III., da svojega sina Arsakija postavi na izpraznjeni armenski prestol, je skoraj privedla do vojne z Rimom leta 36 n. št. Artaban III. je dosegel dogovor z rimskim generalom Lucijem Vitelijem, s čimer se je odrekel partskim zahtevam po vplivni sferi v Armeniji.

### Vojna za armensko nasledstvo (58–63)
Nova kriza se je sprožila leta 58, ko so Rimljani vdrli v Armenijo, potem ko je partski kralj Vologaz I. na prestol tam nasilno postavil svojega brata Tiridata I.. Rimske sile pod Korbulonom so strmoglavile Tiridata in ga nadomestile s Kapadokijskim princem Tigranom VI..To je sprožilo partsko maščevanje in sledila je vrsta nedokončanih kampanj v Armeniji. Vojna se je končala leta 63, ko so se Rimljani strinjali, da bodo Tiridatu in njegovim potomcem dovolili vladati Armeniji pod pogojem, da bodo kraljevino prejeli od rimskega cesarja.
Armeniji bo odslej vladala partska dinastija in kljub nominalni zvestobi Rimu bo prišla pod vse večji partski vpliv. Po presoji kasnejših generacij so "Rimljani izgubili Armenijo" in čeprav je mir v Randeji uvedel obdobje razmeroma mirnih odnosov, ki so trajali 50 let, je Armenija ostala stalno jabolko spora med Rimljani, Parti in njihovimi sasanidskimi nasledniki.
Kar zadeva Korbulona, ga je Neron počastil kot človeka, ki je prinesel ta "triumf", vendar sta ga njegova priljubljenost in vpliv v vojski naredila za potencialnega tekmeca. Skupaj z vpletenostjo njegovega zeta Lucija Anija Vinicijana v preprečeno zaroto proti Neronu leta 66 je Korbulon postal sumljiv v očeh cesarja. Leta 67, med potovanjem po Grčiji, mu je Neron ukazal usmrtitev; ko je to slišal, je Korbulon storil samomor.
- Rimsko-partska vojna 58–63
- Pohod 58-60 n. št.
- Pohod 61-63 n. št.

### Trajanova partska kampanja (115–117)
Glej tudi: Trajanova partska kampanja (115–117)
Nova serija vojn se je začela v 2. stoletju, med katerimi so Rimljani dosledno imeli premoč nad Partijo. Leta 113 se je rimski cesar Trajan odločil, da je dozorel trenutek za dokončno rešitev "vzhodnega vprašanja" z odločilnim porazom Partije in priključitvijo Armenije; njegove osvojitve so zaznamovale namerno spremembo rimske politike do Partije in premik poudarka v "veliki strategiji" imperija.
Leta 114 je Trajan napadel Armenijo, jo priključil kot rimsko provinco in ubil Partamasirisa, ki ga je na armenski prestol postavil njegov sorodnik, partski kralj Osroes I. Leta 115 je rimski cesar zavzel severno Mezopotamijo in jo prav tako priključil Rimu; njena osvojitev je bila nujna, saj bi sicer Parti lahko odrezali armenski izboklino z juga. Rimljani so nato zavzeli partsko prestolnico Ktezifon, preden so se po reki odpravili do Perzijskega zaliva. Vendar so tisto leto izbruhnili upori v Vzhodnem Sredozemlju, Severni Afriki in severni Mezopotamiji, medtem ko je v rimskem ozemlju izbruhnil velik judovski upor, kar je močno obremenilo rimske vojaške vire. Trajanu ni uspelo zavzeti Hatre, prestolnice Kraljevine Hatre, kar je preprečilo popoln partski poraz. Partske sile so napadle ključne rimske položaje, rimske garnizije v Selevkiji, Nisibisu in Edesi pa so izgnali lokalni prebivalci. Trajan je zatrl upornike v Mezopotamiji, postavil partskega princa Partamaspata za vazalnega vladarja in se umaknil v Sirijo. Trajan je umrl leta 117, preden je lahko obnovil vojno. Trajanova partska kampanja se na različne načine šteje za vrhunec "dveh stoletij političnega poziranja in grenkega rivalstva." Trajan je bil prvi cesar, ki je uspešno napadel Mezopotamijo.Njegov veliki načrt za Armenijo in Mezopotamijo je bil na koncu "prekinjen zaradi okoliščin, ki so nastale zaradi napačnega razumevanja strateških realnosti vzhodnega osvajanja in podcenjevanja tega, kar lahko povzroči upor."
- Trajanova partska kampanja (115–117)
- Stanje 110 n. št.
- Pohod 114-115 n. št.
- Pohod 115-116 n. št.
- Pohod 116 n. št.
- Pohod 116-117 n. št.
- Stanje 117 n. št.

### Hadrijanova politika in poznejše vojne
Trajanov naslednik Hadrijan, je takoj obrnil politiko svojega predhodnika. Odločil se je, da je v interesu Rima ponovno vzpostaviti Evfrat kot mejo njegovega neposrednega nadzora in se je prostovoljno vrnil k statusu quo ante, predal ozemlja Armenije, Mezopotamije in Adiabene nazaj njihovim prejšnjim vladarjem in kraljem-klientom. Ponovno, vsaj še pol stoletja, se je Rim izogibal aktivnemu posredovanju vzhodno od Evfrata.

### Rimsko-partska vojna 161–166
Glej tudi:
- Rimsko-partska vojna 161–166

Vojna za Armenijo je ponovno izbruhnila leta 161, ko je Vologaz IV. tam premagal Rimljane, zavzel Edeso in opustošil Sirijo. Leta 163 je rimski protinapad pod Statijem Priskom premagal Parte v Armeniji in na armenski prestol postavil izbranega kandidata. Naslednje leto je Avidij Kasij začel invazijo na Mezopotamijo, zmagal v bitkah pri Dura-Evropos in Selevkiji ter leta 165 oplenil Ktezifon. Epidemija, verjetno črnih koz, ki je takrat pustošila po Partiji, se je zdaj razširila na rimsko vojsko, kar je privedlo do njihovega umika.

#### Začetek
Pozno poleti ali zgodaj jeseni leta 161 je rimsko vazalno kraljestvo Armenijo napadel partski cesar Vologas IV., izgnal armenskega kralja in ustoliči svojega kralja Pakorja iz Arsakidske dinastije. 
V tem času je bil v Siriji guverner Lucij Atidij Kornelijan. Na tem položaju je ostal kljub temu, da mu je mandat potekel, domnevno zato, da zaradi njegove zamenjave ne bi prišlo do krize, ki bi  jo lahko izkoristili Parti. Guverner Kapadokije, ki je bila v vseh armenskih konfliktih vedno na prvi bojni črti, je bil Mark Sedacij Severijan, Galec z velikimi vojaškimi izkušnjami,  ki je bil pod močnim vplivom samozvanega lažnega preroka  Aleksandra Abonutika.  Abonutik je Severijana prepričal, da lahko sam zlahka premaga Parte in požanje vso slavo.
Severijan je s svojo legijo, morda IX. legijo Hispana, vdrl v Armenijo, kjer se je v Elegiji, mestu malo za kapadoško mejo, ujel v past partskega generala Kosroja. Severijan se je večkrat poskušal spopasti s Kosrojem, a je kmalu spoznal jalovost svojega pohoda in naredil samomor. Njegova legija je bila na pohodu, ki je trajal samo tri dni, popolnoma  uničena.
Medtem je vojna grozila tudi v drugih delih cesarstva: v Britaniji, Retiji in Gornji Germaniji, kamor so malo pred tem preko limesa vdrli Hati iz Taunusa. Mark Avrelij na napade ni bil pripravljen. Izgleda, da Antonin Pij nanj ni prenesel nobenih vojaških izkušenj, saj je vseh 23 let njegovega vladanja preživel ob cesarju in ne v provincah kot večina njegovih cesarskih predhodnikov. Na mesto pokojnega guvernerja Kapadokije Severijana je imenoval britanskega guvernerja Marka Stacija Priska, na njegovo mesto pa Seksta Kalpurnija Agrikolo.
Z vzhoda je v Rim prišla še ena slaba vest: v bitki s Parti je bila poražena tudi vojska sirskega guvernerja 
Kornelijana in se je v neredu umaknila. Rimljani so na vzhod poslali oktepitve. V Kapadokijo je odšel afriški senator Julij Geminij Marcijan s svojo X. legijo Gemina iz Vindobone, kateri je priključil enote iz podonavskih legij. Poleg njegovih enot so  na vzhod odšle še tri popolne legije: I. legija Minervia iz Bonna v Gornji Germaniji, II. legija Adiutrix iz Akvinka, in V. legija Macedonica iz Troesmisa.
Severne meje cesarstva so zaradi umika legij strateško oslabele, zato so guvernerjem ob njih ukazali, naj se, če je le mogoče, izogibajo konfliktom. Poraženega Atidija Kornelijana je zamenjal Mark Avrelijev bratranec Mark Anij Libo, ki je bil mlad in ni imel velikih vojaških izkušenj. Mark Avrelij je očitno raje izbral zaupnega  kot talentiranega poveljnika.
Pozimi leta 161-162 se je začel v Siriji kuhati upor, zato se je Lucij odločil, da se bo osebno vključil v vojno s Parti. Bil je močnejši in bolj zdrav kot Mark Avrelij in zato bolj primeren za vojaške dejavnosti.  Senat je njegovo odločitev odobril. Mark Avrelij je ostal v Rimu, ker je »mesto zahtevalo prisotnost cesarja«.
Z Lucijem so odšli tudi pretorijanski prefekt Furij Viktorin, senatorja Mark Poncij Lelijan Lucij Sabin in Mark Jalij Bas in del pretorijske straže. Viktorin je bil pred tem prokurator Galatije, kjer je dobil nekaj izkušenj o dogajanjih na vzhodu. Poleg tega je bil mnogo bolj usposobljen kot njegov pretorijanski partner Kornelij Repentin, za zaterega so govorili, da je prišel na položaj s posredovanjem Pijeve ljubice Galerije Lizistrate. Repentin je imel položaj senatorja, vendar brez pravega dostopa do senatorskih krogov, tako da je bil naslov bolj kot ne samo za okras.
Lelijan je bil guverner obeh Panonij in leta 153 guverner Sirije, tako da je bil iz prve roke seznanjen z vzhodno armado in strategijo na vzhodnih mejah. Za svoje zasluge je postal  comes Augustorum (cesarjev spremljevalec).  Fronton ga opisuje kot »resnega moža in staromodnega puritanca«. Bas je bil comes in guverner Spodnje Mezije. Lucij je s seboj povedel tudi svoje najljubše osvobojence, med njimi Gemina, Agaklita, Kedesa, Eklekta in Nikomeda, ki je bil praefectus vehiculorum,  se pravi vodja komisariata ekspedicijske vojske.  Za prevoz cesarja in opreme in splošne komunikacije je bilo zadolženo ladjevje iz Misena.

#### Odhod na vzhod (162-163?)
Lucij  je poleti leta 162 odšel v Brindisi. od koder je nameraval odpluti na vzhod. Do Kapue ga je spremljal Mark Avrelij. Po poti se je gostil in zabaval na podeželskih posestvih in v Avliji odhajal na lov. V Canosi je zbolel in obležal, verjetno zaradi rahle možganske kapi.  Po treh dneh posta in puščanja krvi se mu je stanje izboljšalo. V spremstvu glasbenikov in pevcev je preko Korinta odplul v Atene, iz Aten v Efez in od tam ob južni obali Male Azije v Antiohijo, kamor je prispel morda šele leta 162. Stacij Prisk je medtem že prišel v Kapadokijo, kjer je zaslovel kot uspešen general.

#### Antiohija (162?-165)
Lucij Ver je večino vojnega pohoda preživel v Antiohiji v družbi ljubice Pantee iz Smirne. Živel je razkošno, cele noči kockal in užival v družbi umetnikov. Iz Rima so ga morali celo obveščati o rezultatih konjskih dirk.
Sirska armada se je zaradi dolgega obdobja miru na vzhodu precej omehčala. Vojaki so več časa preživljali v mestu kot v službi, zato je Lucij Ver  poostil vojaški dril in prepovedal kockanje in popivanje. Osebno je nadziral urjenje vojakov in celo bolnike. Organiziral je oskrbo Antiohije po reki Orontes in ukazal mimo neplovnih čeri pred mestom izkopati kanal. Staro rečno korito je zato presušilo in na njegovem dnu so odkrili ogromne kosti. Pavzanias je trdil, da so to »kosti zverine, visoke najmanj enajst  vatlov«, Filostrat pa, da je bila visoka trideset vatlov. Preročišče v Klarosu je razglasilo, da so to kosti rečnega boga.
Sredi vojne, morda jeseni 163 ali na začetku leta 164, je Lucij odpotoval v Efez, da bi se poročil z Mark Antonijevo hčerko Lucilo, ki je bila marca 163 stara trinajst let, ob poroki pa zagotovo manj kot petnajst let.  Po poroki se je preimenovala v Lucilo Avgusto in rodila najmanj tri Lucijeve otroke.

#### Protinapad in zmaga (163-166)
I. legija  Minervia in V. legija Macedonica legatov Kladija Frontona in Marcija Vera sta leta 163 pod poveljstvom Stacija Priska v Armeniji dosegli nekaj uspehov in osvojili armensko prestolnico Artaksato. Konec leta se je zato Lucij Ver začel naslavljati z Armeniacus, čeprav vojne sploh ni videl. Mark Avrelij je naslov sprva odklonil, naslednje leto pa ga je začel uporabljati tudi on. Ko so začeli Lucija ponovno naslavljati z imperatorjem, si je enak naslov brez obotavljanja  nadel tudi Mark Antonij. Sirsko armado so okrepili z II. legijo Adiutrix in donavskimi legijami pod poveljstvom legata X. legije Gemina Geminija Marcijana.
Osvojeno Armenijo so obnovili pod rimskimi pogoji. Leta 164 so prenesli prestolnico iz Artaksate v  Kaine Polis (Novo mesto), ki je bilo kakšnih 30 km bliže rimske meje.
Namestili so tudi svojega kralja, Gaja Julija Sohema, rimskega senatorja konzulskega ranga iz Arsakidske dinastije. Njegovo kronanje verjetno sploh ni potekalo v Armeniji, ampak v Antiohiji ali celo v Efezu. Novega kralja so počastili s cesarskimi kovanci z napisom REX ARMENIIS DATUS. Na kovancu je upodobljen Lucij Ver, sedeč na prestolu, pred njim pa stoji Sohem in ga pozdravlja.
Medtem, ko se je Stacij Prisk vojskoval v Armeniji, so Parti napadli Osroeno, od Rima odvisno državo v gornji Mezopotamiji vzhodno od Sirije s prestolnico v Edesi.  Odstavili so njenega vladarja Manuja in ga zamenjali s svojim kandidatom, ki je ostal na tem položaju do leta 165. Rimljani so v odgovor pomaknili svojo vojsko ob Evfratu navzdol in nameravali bolj južno prečkati reko.
Parti so ostali v Osroeni do konca leta 163. Pred koncem leta so se rimske sile pomaknile proti severu in zasedle Dausaro in Nikeforij na severnem, partskem bregu Evfrata. Po osvojitve severnega brega reke je v Osroeno prišla tudi vojska iz Armenije in zasedla Antemuzijo, mesto jugozahodno od Edese. Leta 164 so se vojaške dejavnsti umirile, ker so se Rimljani večino leta pripravljali na ponoven napad na partsko ozemlje.

#### Invazija na Mezopotamijo (165)
V. legija Macedonica in rimska vojska, morda pod poveljstvom Marcija Vera, sta leta 165 vdrli v Mezopotamijo, osvojili Edeso in vrnili Manuja na osroenski prestol. V Osroeni so ponovno začeli kovati njegov denar. Na prednji strani kovancev je bila podoba kralja Manuja (sirsko M'NW MLK') ali antoninskih dinastov, na zadnji pa napis Kralj Mannos, prijatelj Rimljanov (grško Basileus Mannos Philorōmaios). Parti so se umaknili v Nisibis, vendar so tudi tega oblegali in osvojili Rimljani. Partska vojska se je razpršila  ob Tigrisu. General Kosrov je odplaval po reki navdol in se skril v podzemni jami. Druga rimska armada pod poveljstvom Avidija Kasija in III. legija Gallica sta se pomaknili po Evfratu navzdol in izbojevali pomembno bitko pri Duri.
Kasijeva vojska je do konca leta dosegla mezopotamski prestolnici dvojčici: Selevkijo na desnem bregu Tigrisa in Ktezifon na levem. Osvojila je Ktezifon in zažgala kraljevo palačo. Meščani Selevkije, večinoma Grki, so Rimljanom odprli mestna vrata. Mesto so kljub tem oplenili, kar je pustilo črn madež na Lucijevem ugledu. Za plenjenje so kasneje iskali in izmišljali različne izgovore. Uradna različica dogodkov je bila, da so meščani prvi prelomili dano obljubo.
Kasijeva vojska se je kljub pomanjkanju zalog in posledicam kužne bolezni, ki je prizadela Selevkijo, varno vrnila na rimsko ozemlje. Junij Maksim, mlad tribun iz III. legije Gallica, je novico o zmagi prenesel v Rim, kjer so ga zato bogato nagradili in ga povišali v kvestorja. Lucij je dobil naslov Parthicus Maximus, Mark Avrelij pa je bil za zasluge  ponovno razglašen za imperatorja.
Kasijeva vojska se je ponovno vrnila na bojišče leta 166, ko je preko Tigrisa vdrla v Medijo. Lucij se je začel naslavljati z Medicus, oba cesarja pa so začeli ponovno slaviti kot imperatorja. Mark Avrelij se je po že drugem taktičnem odlogu začel naslavljati s Parthicus Maximus.
Večino vojnih uspehov je treba seveda pripisati podrejenim generalom. Vojski v Osroeni je poveljeval M. Klavdij Fronton, azijski provincialec grškega porekla, ki je v Armeniji pod Priskom poveljeval I. legiji Minervia. Bil je verjetno prvi senator v svoji družini. Leta 165 je bil konzul, verjetno ravno zaradi zaslug pri osvojitvi Edese. General P. Marcij Ver, ki je na fronti poveljeval V. legiji Macedonica, je tudi služil pod Priskom. Bil je zahodnjak, verjetno iz Tolose v Narbonski Galiji.
Najbolj viden general je bil vsekakor C. Avidij Kasij, poveljnik sirske III. legije Gallica. Kasij je bil mlad senator nizkega stanu iz sirskega mesta Kirhos. Njegov oče Heliodor ni bil senator, a je bil kljub temu dosegel visok položaj: bil je eden od dveh sekretarjev (ab epistulis) cesarja  Hadrijana, katerega je spremljal na potovanjih in na koncu njegovega vladanja postal prefekt v Egiptu. Kasij je zase brez zadržka trdil, da je potomec selevkidskih kraljev. Kasij in Marcij Ver, verjetno v njunih srednjih tridesetih letih, sta bila konzula za leto 166.
Vologas IV. Partski (147-191) je sklenil mir, vendar je moral Rimljanom prepustiti zahodno Mezopotamijo.

### Severska dinastija
Glej tudi:
- Bitka pri Ktezifonu (198)
- Partska vojna Karakale

Leta 195 se je začela še ena rimska invazija na Mezopotamijo pod cesarjem Septimijem Severom, ki je zasedel Selevkijo in Babilon, nato pa leta 197 ponovno oplenil Ktezifon. Te vojne so privedle do rimske pridobitve severne Mezopotamije, vse do območij okoli Nisibisa in Singare.  Končno vojno proti Partom je sprožil cesar Karakala, ki je leta 216 oplenil Arbelo, vendar je po njegovem umoru njegov naslednik Makrin izgubil bitko proti Partom pri Nisibisu in bil prisiljen plačati davek Partiji, kar je bil zadnji spopad Partskih vojn.

### Vzpon Sasanidov
Partijo je dokončno uničil Ardašir I., ko je leta 226 vstopil v Ktezifon. Sasanidi so bili bolj centralizirani kot partske dinastije.
Dokler Sasanidi niso prišli na oblast, so bili Rimljani večinoma agresorji. Vendar pa so bili Sasanidi, kot Perzijci, odločeni ponovno osvojiti dežele, ki jih je nekoč imela in zdaj izgubila Ahemenidska dinastija. Njihova nacionalistična vnema jih je naredila veliko bolj agresivne sovražnike Rimljanov, kot so bili Parti kdajkoli. Za več informacij glej Rimsko sasanidske vojne.

## Navedbe
1. ↑  Curtis, Vesta Sarkhosh; Stewart, Sarah (24. marec 2010). The Age of the Parthians– Google Knihy. I.B.Tauris. ISBN 978-18-4511-406-0. Pridobljeno 9. junija 2019.
2. 1 2  Bivar (1968), 57
3. 1 2  Lightfoot (1990), 115: "Trajanu je uspelo pridobiti ozemlje v teh deželah z namenom priključitve, nekaj, kar prej ni bilo resno poskušano [...] Čeprav je Hadrijan opustil vse Trajanove osvojitve [...] trenda ni bilo mogoče obrniti. Sledile so nadaljnje vojne za priključitev pod Luciusom Verusom in Septimijem Severjem."; Sicker (2000), 167–168
4. ↑  Beate-Engelbert (2007), 9
5. ↑  Plutarch, Sulla, 5. 3–6 
 * Sherwin-White (1994), 262
6. ↑  Sherwin-White (1994), 262–263
7. ↑  Sherwin-White (1994), 264
8. ↑  Mackay (2004), 150
9. ↑  Alfred John Church, Roman Life in the Days of Cicero, (Kindle edition) ch. XIII., loc. 1845
10. ↑  Bivar (1968), 56
11. ↑  Bivar (1968), 56–57
12. ↑  Bivar (1968), 57–58
13. ↑  Kasij Dion, Rimska zgodovina, XLIX, 27–33 
 * Bivar (1968), 58–65
14. ↑  Sicker (2000), 162
15. ↑  Sicker (2000), 162–163
16. ↑  Sicker (2000), 163
17. ↑  Rawlinson (2007), 286–287
18. 1 2  Sicker (2000), 167
19. 1 2  Sicker (2000), 167–168
20. 1 2  Sheldon, Rose Mary (2010). Rome's Wars in Parthia: Blood in the Sand. London: Vallentine Mitchell. str. 143.
21. ↑  Sicker (2000), 169
22. ↑  HA, Marcus, 8.6; Birley, Marcus Aurelius, str.121; Jaap-Jan Flinterman, The Date of Lucian's Visit to Abonuteichos, Zeitschrift für Papyrologie und Epigraphik, 119 (1997), str. 281.
23. ↑   HA, Marcus, 8.6; Birley, Marcus Aurelius, str. 121.
24. ↑   Lucian, Alexander, 27; Birley, Marcus Aurelius, str. 121.
25. ↑  Birley, Marcus Aurelius, str. 121; R.L. Fox, Pagans and Christians, Harmondsworth,  Penguin, 1986, str. 241–250.
26. ↑  Lucian, Alexander, 27; Birley, Marcus Aurelius, str. 121–122.
27. ↑   Birley, Marcus Aurelius, str. 278, sklic 19.
28. ↑  Dion, 71.2.1; Lucijan, Historia Quomodo Conscribenda, 21, 24, 25; Birley,  Marcus Aurelius, str. 121–122.
29. ↑  HA, Marcus, 8.7; Birley, Marcus Aurelius, str. 122.
30. ↑  HA, Pius, 7.11 in  Marcus, 7.2; Birley, Marcus Aurelius, str. 103–104, 122.
31. ↑  A.R. Birley, The Fasti of Roman Britain, 1981, str. 123.
32. ↑  HA, Marcus, 8.8; W. Eck, Die Satthalter der germ. Provinzen, 1985, str. 65.
33. ↑  HA, Marcus, 8.6; Birley, Marcus Aurelius, 123.
34. ↑  Corpus Inscriptionum Latinarum 8.7050–51; Birley, Marcus Aurelius, str. 123.
35. ↑  Incriptiones Latinae Selectae, 1097–1098; Birley, Marcus Aurelius, str. 123.
36. ↑  Incriptiones Latinae Selectae, 1091; Birley, Marcus Aurelius, str. 123.
37. ↑  Incriptiones Latinae Selectae, 2311; Birley, Marcus Aurelius, str. 123.
38. ↑  HA, Marcus, 12.13; Birley,Marcus Aurelius, str 123.
39. ↑  L'Année Épigraphique, 1972, str. 657; Birley, Marcus Aurelius, str. 125.
40. ↑  HA, Verus, 9.2; Birley, Marcus Aurelius, str. 125.
41. ↑   Dion,  71.1.3; Birley, Marcus Aurelius,  str.123.
42. ↑  HA, Verus, 5.8; Birley,Marcus Aurelius, str. 123.
43. ↑  Birley, Marcus Aurelius, str. 125.
44. ↑  H.G. Pfalum, Les carrières procuratoriennes équestres sous le Haut-Empire romain I–III, Pariz, 1960–1961, Supplément, Pariz, 1982, št. 139.
45. ↑  HA, Pius, 8.9; Birley, Hadrian to the Antonines, str. 160–161.
46. ↑  HA, Pius, 8.9; Birley, Hadrian to the Antonines, 160–161.
47. ↑  Inscriptiones Latinae Selectae, 1094, 1100; Birley, Marcus Aurelius, str. 125.
48. ↑  Ad Verum Imperator, 2.6; Birley, Marcus Aurelius, str. 125.
49. ↑  Birley, Marcus Aurelius, str. 125; Prosopographia Imperii Romani, 2 1.4.
50. ↑  HA, Verus, 8.6, 9.3–5; Birley, Marcus Aurelius, str. 125.
51. ↑  H.G. Pfalum, Les carrières procuratoriennes équestres sous le Haut-Empire romain I–III,  Pariz, 1960–61; Supplément, Pariz, 1982, 163.
52. ↑  C.G. Starr (1941), The Roman Imperial Navy, str. 188 in dalje.
53. ↑  HA, Verus, 6.7–9; HA, Marcus, 8.10–11; Birley, Marcus Aurelius, 125–126;  Haines, 2.85 n.1.
54. ↑  Ad Verum Imperator, 2.6; Birley, Marcus Aurelius, 125–26.
55. ↑  Birley, Marcus Aurelius, str. 126; Hadrian to the Antonines, str. 161.
56. ↑  Dion, 71.3.1; HA, Verus, 7.1; Birley, Marcus Aurelius, str. 126.
57. ↑  Birley, Marcus Aurelius, str. 129.
58. ↑  Lucian, Imagines, 2; Birley, Marcus Aurelius, str. 129.
59. ↑  HA, Verus, 4.4; Birley, Marcus Aurelius, str. 129.
60. ↑  HA, Verus, 4.6; Birley, Marcus Aurelius, str. 129.
61. ↑  HA, Verus, 8.7, 8.10–11; Fronton, Principae Historia, 17; Birley, Marcus Aurelius, str. 129.
62. ↑  HA, Verus, 6.1; Birley, Marcus Aurelius, str. 129.
63. ↑  Ad Verum Imperator, 2.1.19; Birley, Marcus Aurelius, str. 129.
64. ↑  Principae Historia, 13; Birley, Marcus Aurelius, str. 129–130.
65. ↑  Pavzanias, 8.29.3–4; Filostrat, Heroicus, 138.6–9 K., 9.5–7 L.; C. Jones, The Emperor and the Giant, Classical Philology, 95:4 (2000), str. 476–481.
66. ↑  HA, Verus, 7.7; Marcus, 9.4; Barnes, 72; Birley, Hadrian to the Antonines, str. 163; Barnes, Legislation Against the Christians, Journal of Roman Studies, 58: 1–2 (1968), str. 39; Some Persons in the Historia Augusta, Phoenix, 26:2 (1972), str. 142.
67. ↑   Birley, Marcus Aurelius, 131; Hadrian to the Antonines, str. 163.
68. ↑  Birley, Hadrian to the Antonines, str. 163.
69. ↑  Birley, Hadrian to the Antonines, str. 161–162; Prosopographia Imperii Romani, M 348.
70. ↑  HA,  Marcus, 9.1; Birley, Hadrian to the Antonines, str. 162.
71. ↑  HA, Marcus, 9.1; HA, Verus, 7.1–2; Ad Verrum Imperator, 2.3; Birley, Marcus Aurelius, str. 129; Hadrian to the Antonines, str. 162.
72. ↑  Birley, Marcus Aurelius, 129; Hadrian to the Antonines, str. 162.
73. ↑  Inscriptiones Latinae Selectae 8977 (II Adiutrix); Corpus Inscriptionum Latinarum, 7050–51 (Marcianus); Birley, Hadrian to the Antonines, str. 162.
74. ↑  Dion, 71.3.1; Birley, Marcus Aurelius, str. 131, Hadrian to the Antonines, str. 162; Millar, Near East, str. 113.
75. 1 2  Birley, Marcus Aurelius, str. 131.
76. ↑   Birley, Marcus Aurelius, str. 280;  Hadrian to the Antonines, str. 162.
77. ↑  Birley, Marcus Aurelius, str. 131; H. Mattingly, Coins of the Roman Empire in the British Museum IV: Antoninus Pius to Commodus, London, 1940, str. 261 in 300.
78. ↑  Birley, Marcus Aurelius, str. 130, 279; Prosopographia Imperii Romani, M 169.
79. ↑  Birley, Marcus Aurelius, str. 130; Hadrian to the Antonines,  str. 162.
80. ↑  Lucian, Historia Quomodo Conscribenda, str. 29; Birley, Marcus Aurelius, 130; Hadrian to the Antonines, str. 162.
81. ↑  Fronton, Ad Verum Imperator, 2.1.3; Astarita, str. 41; Birley, Marcus Aurelius, str. 130; Hadrian to the Antonines, str. 162.
82. ↑  Inscriptiones Latinae Selectae, 1098; Birley, Marcus Aurelius, str. 130.
83. ↑  Prosopographia Imperii Romani, M 169.
84. ↑  Millar, Near East, str. 112.
85. ↑  Lucian, Historia Quomodo Conscribenda, 15, 19; Birley, Hadrian to the Antonines, str. 163.
86. ↑  Lucian, Historia Quomodo Conscribenda, 20, 28; Syme, Roman Papers, 5.689ff.
87. ↑  J.F. Matthews, The Roman Empire of Ammianus, London: Duckworth, 1989, str. 142–143; Birley, Hadrian to the Antonines, str. 163–164.
88. ↑  Birley, Hadrian to the Antonines, str. 164.
89. ↑  Alföldy in Halfmann,  Iunius Mauricus und die Victoria Parthica, Zeitschrift für Papyrologie und Epigraphik, 35 (1979), str. 195–212; Fronton, Ad amicos, 1.6.
90. ↑   H. Mattingly, Coins of the Roman Empire in the British Museum IV: Antoninus Pius to Commodus, London, 1940, Marcus Aurelius and Lucius Verus, str. 384, 1248 in 1271.
91. ↑  P. Kneissl, Die Siegestitulatur der römischen Kaiser, Untersuchungen zu den Siegerbeinamen des 1. und 2. Jahrhunderts, Göttingen, 1969, str. 99.
92. ↑  H. Mattingly, Coins of the Roman Empire in the British Museum IV: Antoninus Pius to Commodus, London, 1940, str. 401.
93. ↑  H. Mattingly, Coins of the Roman Empire in the British Museum IV: Antoninus Pius to Commodus, London, 1940, Marcus Aurelius and Lucius Verus, nos, str. 401.
94. ↑  Prosopographia Imperii Romani, C 874.
95. ↑  Alföldy, Konsulat, str. 179.
96. ↑  Prosopographia Imperii Romani, M 348.
97. ↑  Prosopographia Imperii Romani, A 1402, 1405; S. Bonner, Historia-Augustia Colloquia, 1984.
98. ↑  Alföldy, Konsulat, 24, str. 221.
99. ↑  Campbell (2005), 6–7; Rawlinson (2007), 337–338
100. ↑  Cowan, Ross (2009). »The Battle of Nisibis, AD 217«. Ancient Warfare. 3 (5): 29–35. Arhivirano iz prvotnega spletišča dne 29. aprila 2016. Pridobljeno 5. junija 2025.